# Voto (film)
Voto o La favorita dello sceicco (Das Gelübde) è un film muto del 1921 diretto da Rudolf Biebrach.

## Produzione
Il film fu prodotto dalla Maxim-Film Ges. Ebner & Co (Berlin).

## Distribuzione
La prima in Germania si tenne al U.T. Kurfürstendamm di Berlino il 10 giugno 1921. In Italia, ribattezzato Voto, il film ebbe il visto di censura 18136 dell'aprile 1923. Nell'agosto dell'anno seguente, alla pellicola venne aggiunto il titolo La favorita dello sceicco.